# Vela nos Jogos Olímpicos de Verão de 2020 - Laser
A classe Laser da vela nos Jogos Olímpicos de Verão de 2020 foi disputada entre 25 de julho e 1 de agosto de 2021 no Porto de Iates de Enoshima, em Fujisawa. Um total de 35 velejadores, cada um representando um Comitê Olímpico Nacional (CON), participaram do evento.
O título olímpico foi conquistado pelo australiano Matthew Wearn. A prata ficou com o croata Tonči Stipanović, enquanto o norueguês Hermann Tomasgaard conquistou o bronze.

## Qualificação
O período de qualificação começou no Campeonato Mundial de 2018 em Aarhus, Dinamarca. Lá, 101 vagas, cerca de 40% do total, foram entregues aos CONs com as melhores posições em cada classe. Seis vagas estiveram disponíveis nas classes Laser e Laser Radial nos Jogos Asiáticos de 2018 e nos Jogos Pan-Americanos de 2019, enquanto 61 vagas foram distribuídas aos velejadores nos Campeonatos Mundiais de cada classe em 2019. Em 2020 e em 2021, as regatas de qualificação continentais foram realizadas para decidir o restante das vagas, enquanto duas vagas nas classes Laser e Laser Radial foram entregues pela Comissão Tripartite a CONs ainda não representados. Como país-sede, o Japão recebeu vagas em cada uma das 10 classes olímpicas.

## Formato
A prova é composta por dez regatas preliminares e uma de decisão das medalhas (Medal Race). A posição em cada regata se traduz em pontos (os primeiros colocados somam um ponto na classificação, enquanto os décimos, por exemplo, somam 10 pontos), que são acumulados de regata a regata para obter a classificação. Apenas as dez menores pontuações ao fim das dez primeiras regatas avançam para a Medal Race, na qual os pontos obtidos juntam-se aos já acumulados. Cada barco deve excluir uma regata para sua pontuação total, com exceção da Medal Race que não pode ser excluída e sua pontuação conta em dobro.
As regatas desenrolam-se num percurso marcado com boias, que deve ser obrigatoriamente percorrido pelos velejadores conforme as regras do comitê organizador.

## Calendário
| Data → | Domingo 25 jul | Segunda 26 jul | Terça 27 jul  | Quarta 28 jul | Quinta 29 jul | Sexta 30 jul   | Sábado 31 jul | Domingo 1 ago |
| ------ | -------------- | -------------- | ------------- | ------------- | ------------- | -------------- | ------------- | ------------- |
| Laser  | Regata 1       | Regatas 2 e 3  | Regatas 4 a 6 | Descanso      | Regatas 7 e 8 | Regatas 9 e 10 | Descanso      | Medal Race    |

## Medalhistas
| Ouro   | AUS Matthew Wearn      |
| Prata  | CRO Tonči Stipanović   |
| Bronze | NOR Hermann Tomasgaard |

## Resultados
Estes foram os resultados obtidos da competição:
| Pos.              | Velejadores          | CON                   | Regata | Regata | Regata | Regata | Regata | Regata | Regata | Regata | Regata | Regata | Regata | Pontos | Pontos |
| Pos.              | Velejadores          | CON                   | 1      | 2      | 3      | 4      | 5      | 6      | 7      | 8      | 9      | 10     | MR     | Tot.   | Net    |
| ----------------- | -------------------- | --------------------- | ------ | ------ | ------ | ------ | ------ | ------ | ------ | ------ | ------ | ------ | ------ | ------ | ------ |
| Medalha de ouro   | Matthew Wearn        | AUS Austrália         | 17     | 28     | 2      | 4      | 2      | 2      | 1      | 1      | 12     | 8      | 4      | 81     | 53     |
| Medalha de prata  | Tonči Stipanović     | CRO Croácia           | 15     | 6      | 3      | 22     | 13     | 4      | 5      | 11     | 7      | 10     | 8      | 104    | 82     |
| Medalha de bronze | Hermann Tomasgaard   | NOR Noruega           | 3      | 18     | 15     | 2      | 6      | 8      | 10     | 5      | 19     | 4      | 14     | 104    | 85     |
| 4                 | Pavlos Kontides      | CYP Chipre            | 4      | 7      | 5      | 1      | 20     | 1      | 36 RET | 6      | 8      | 24     | 12     | 124    | 88     |
| 5                 | Philipp Buhl         | GER Alemanha          | 10     | 2      | 10     | 21     | 12     | 22     | 4      | 3      | 32     | 1      | 6      | 123    | 91     |
| 6                 | Jean-Baptiste Bernaz | FRA França            | 1      | 9      | 13     | 9      | 23     | 7      | 16     | 4      | 9      | 22     | 2      | 115    | 92     |
| 7                 | Ha Jee-min           | KOR Coreia do Sul     | 20     | 8      | 26     | 7      | 7      | 10     | 6      | 14     | 10     | 6      | 10     | 124    | 98     |
| 8                 | Robert Scheidt       | BRA Brasil            | 11     | 10     | 4      | 3      | 17     | 5      | 8      | 12     | 24     | 16     | 18     | 128    | 104    |
| 9                 | Kaarle Tapper        | FIN Finlândia         | 2      | 3      | 14     | 11     | 8      | 29     | 36 RET | 8      | 6      | 12     | 16     | 145    | 109    |
| 10                | Sam Meech            | NZL Nova Zelândia     | 19     | 19     | 8      | 16     | 14     | 3      | 2      | 13     | 11     | 3      | 20     | 128    | 109    |
| 11                | Sergey Komissarov    | ROC                   | 24     | 16     | 7      | 6      | 15     | 6      | 13     | 7      | 4      | 29     |        | 127    | 98     |
| 12                | Elliot Hanson        | GBR Grã-Bretanha      | 5      | 12     | 17     | 10     | 3      | 28     | 7      | 20     | 2      | 36 RET |        | 140    | 104    |
| 13                | Charlie Buckingham   | USA Estados Unidos    | 9      | 22     | 18     | 5      | 26     | 9      | 3      | 2      | 16     | 23     |        | 133    | 107    |
| 14                | Jesper Stålheim      | SWE Suécia            | 22     | 11     | 1      | 20     | 4      | 17     | 11     | 9      | 29     | 13     |        | 137    | 108    |
| 15                | Karl-Martin Rammo    | EST Estônia           | 16     | 13     | 19     | 8      | 1      | 21     | 12     | 25     | 1      | 26     |        | 142    | 116    |
| 16                | Joel Rodríguez       | ESP Espanha           | 21     | 4      | 23     | 13     | 9      | 25     | 9      | 10     | 27     | 21     |        | 162    | 135    |
| 17                | Milivoj Dukić        | MNE Montenegro        | 29     | 1      | 12     | 26     | 5      | 11     | 15     | 27     | 26     | 14     |        | 166    | 137    |
| 18                | Benjámin Vadnai      | HUN Hungria           | 7      | 21     | 9      | 15     | 16     | 18     | 17     | 21     | 21     | 25     |        | 170    | 145    |
| 19                | Juan Ignacio Maegli  | GUA Guatemala         | 6      | 24     | 25     | 24     | 10     | 23     | 18     | 19     | 20     | 5      |        | 174    | 149    |
| 20                | Vishnu Saravanan     | IND Índia             | 14     | 20     | 24     | 23     | 22     | 12     | 27     | 23     | 3      | 15     |        | 183    | 156    |
| 21                | Ryan Lo              | SGP Singapura         | 18     | 15     | 6      | 28     | 21     | 24     | 22     | 36 UFD | 22     | 2      |        | 194    | 158    |
| 22                | Clemente Seguel      | CHI Chile             | 25     | 5      | 16     | 27     | 11     | 20     | 21     | 22     | 18     | 31     |        | 196    | 165    |
| 23                | Enrique Arathoon     | ESA El Salvador       | 28     | 17     | 11     | 25     | 27     | 19     | 25     | 17     | 15     | 9      |        | 193    | 165    |
| 24                | Francisco Guaragna   | ARG Argentina         | 13     | 32     | 22     | 12     | 24     | 26     | 36 BFD | 16     | 17     | 11     |        | 209    | 173    |
| 25                | Stefano Peschiera    | PER Peru              | 12     | 26     | 21     | 18     | 19     | 33     | 19     | 15     | 14     | 36 RET |        | 213    | 177    |
| 26                | Žan Luka Zelko       | SLO Eslovênia         | 8      | 23     | 29     | 17     | 31     | 36 RET | 20     | 26     | 5      | 19     |        | 214    | 178    |
| 27                | Wannes Van Laer      | BEL Bélgica           | 33     | 25     | 20     | 14     | 28     | 31     | 14     | 18     | 13     | 17     |        | 213    | 180    |
| 28                | Khairulnizam Afendy  | MAS Malásia           | 26     | 14     | 28     | 29     | 18     | 13     | 26     | 28     | 23     | 20     |        | 225    | 196    |
| 29                | Andrew Lewis         | TTO Trinidad e Tobago | 23     | 29     | 27     | 31     | 30     | 15     | 23     | 24     | 25     | 7      |        | 234    | 203    |
| 30                | Kenji Nanri          | JPN Japão             | 27     | 30     | 33     | 19     | 25     | 16     | 24     | 29     | 31     | 18     |        | 252    | 219    |
| 31                | Luc Chevrier         | LCA Santa Lúcia       | 30     | 34     | 32     | 33     | 34     | 14     | 28     | 30     | 30     | 30     |        | 295    | 261    |
| 32                | Eroni Leilua         | SAM Samoa             | 31     | 27     | 30     | 32     | 32     | 27     | 30     | 31     | 35     | 28     |        | 303    | 268    |
| 33                | Rodney Govinden      | SEY Seicheles         | 34     | 31     | 34     | 30     | 29     | 32     | 29     | 32     | 28     | 33     |        | 312    | 278    |
| 34                | Aly Badawy           | EGY Egito             | 32     | 33     | 31     | 34     | 33     | 30     | 31     | 33     | 33     | 27     |        | 317    | 283    |
| 35                | Teariki Numa         | PNG Papua-Nova Guiné  | 35     | 35     | 35     | 35     | 35     | 34     | 32     | 34     | 34     | 32     |        | 341    | 306    |

Legenda
| - DSQ = Desclassificação; - DNE = Desclassificação não descartável; - RET = Retirou-se da regata; | - DNC = Não compareceu na área de largada; - DNS = Não largou; - STP = Penalidade padrão; | - UFD = Desclassificação por bandeira "U"; - BFD = Desclassificação por bandeira preta; - OCS = Queima de largada. |